# Othar Turner
Othar Turner"Otha" (Contea di Madison, 2 giugno 1907 – 26 febbraio 2003) è stato un musicista blues statunitense, conosciuto per essere uno dei principali suonatori di fiffaro e interprete della cosiddetta tradizione blues fife and drums.

## Biografia
Turner nacque nella Contea di Madison, Mississippi, passando invece tutta la sua vita nella regione settentrionale dello stesso stato, lavorando come fattore. Nel 1923, a 16 anni, cominciò qui a suonare fiffari ricavati dalle canne di bambù.
La Rising Star Fife and Drum Band, formazione costituita principalmente da parenti e amici di Turner, suonava principalmente alle feste nelle fattorie. Un più ampio successo fu raggiunto solo negli anni '90, quando la band apparì su Mississippi Delta Blues Jam in Memphis, Vol. 1 (dove compaiono anche Napoleon Strickland e la Como Drum Band, altra formazione fife and drum) e altre raccolte di blues tradizionale.
Nel 1998 Turner e la sua band lanciarono Everybody Hollerin' Goat, spesso ben accolto dalla critica. Il titolo si riferisce ad una tradizione di Turner iniziata alla fine degli anni '50, che prevedeva di ospitare nella sua fattoria picnic nel giorno del 1º maggio, durante i quali personalmente macellava e cucinava una capra. Il resto della Rising Star Fife and Drum Band provvedeva all'intrattenimento musicale.
Questo primo disco fu seguito da From Senegal to Senatobia nel 1999, in cui compaiono pure alcuni membri della famiglia di Turner questa volta accompagnati da musicisti professionisti. La formazione è chiamata Afrossippi Allstars.
Nel disco Everybody Hollerin' Goat è contenuta anche "Shimmy she wobble", che appare nel film Gangs of New York, di Martin Scorsese. Lo stesso regista, nella sua mini-serie The Blues, intervista Otha Turner, considerato tra i testimoni all'epoca ancora viventi della tradizione del Delta e Country Blues, strettamente imparentata con la musica tradizionale dell'Africa occidentale. Il progetto fu portato avanti da Corey Harris, nel 2003, con l'album Mississippi to Mali. Il disco è dedicato a Turner, che scomparve una settimana prima della data prevista per le registrazioni. La nipote, Shardé Thomas, allora dodicenne, lo sostituì per le sessioni di registrazione.
Othar Turner morì a Gravel Springs, Mississippi, a 95 anni. Il suo funerale si celebrò il 4 marzo 2003 a Como, Mississippi, assieme a quello della figlia, malata di cancro e morta lo stesso giorno del padre. La processione fu guidata dalla Rising Star Fife and Drum Band, in testa alla quale Shardé Thomas suonava lo stesso strumento di suo nonno.